# Вознесенский, Вадим Валерьевич
Вадим Валерьевич Вознесенский (род. 27 февраля 1975, Солигорск) — белорусский писатель-фантаст, работает в различных жанрах нереалистической прозы.
На сегодняшний день издано два романа: Евангелие рукотворных богов (2010), Механист (2011) — издательство «Крылов», Санкт-Петербург.
Также публиковался с рассказами в журналах Полдень. XXI век, РБЖ Азимут, Реальность фантастики, ряде сетевых изданий.
Член Союза писателей Беларуси, член жюри международного литературного конкурса крупной прозы «Триммера».
Сотрудник милиции, полковник милиции, заместитель начальника Департамента охраны..
Увлекается ездовым спортом, популяризацией породы Аляскинский маламут в Беларуси, член клуба аляскинских маламутов и ездового спорта «Прайдзісвет».
Дебютным крупным произведением писателя стал выпущенный в начале 2010 года издательством «Крылов» роман «Евангелие рукотворных богов». Виталий Шишикин в рецензии, опубликованной в журнале Мир фантастики, отмечает постепенный переход от постапокалиптического боевика к прозе наполненной философскими размышлениями. Роман внесён в номинационный список премии «Старт».

### Романы
- «Евангелие рукотворных богов» (2010)[6]
- «Механист» (2011)[7]

### Рассказы
Проект «Рукотворные боги»
- «Судный день» (первое место в сетевом конкурсе «Эта странная война — 2007»)
- «Давай поохотимся на монстра» (опубликован в журнале «Реальность фантастики» № 6/09)[8]

Проект «Промежутки»
- «Мертвые Морга»
- «Сто милливольт души» (Финал (6-е место) конкурса журнала «Химия и жизнь — 2007»)
- «Смотритель Скринсэйвера»
- «Оплавленный Мишка, бесхвостый Котенок»

Разное
- «Свинец в конце тоннеля» (опубликован в журнале «Азимут» № 8/08)[9]
- «Бабочек спящих крылья» (опубликован в журнале «Полдень. XXI век» № 6/09)[10]
- «Кресты и бубоны» (первое место в сетевом литературном конкурсе «Укол ужаса — 2007»)
- «По ком звонит…» (опубликован в сборнике «Признание — 2008»)